# Sergio del Molino
Sergio del Molino Molina (Madrid, 16 de agosto de 1979) es un escritor y periodista español, autor entre otras obras de La España vacía, un ensayo que abrió un debate social y político sobre la despoblación y sobre el efecto que el abandono del mundo rural ha tenido en el imaginario colectivo de los españoles. Ganó el Premio Alfaguara de Novela 2024, con su obra Los alemanes.

## Biografía
Nacido en Madrid, pasó su infancia y adolescencia entre Valencia y Zaragoza. En 2009 debutó con el volumen de relatos breves Malas influencias (Tropo Editores), y ese mismo año publicó el ensayo Soldados en el jardín de la paz (Prames), una investigación, en clave de reportaje periodístico, sobre la colonia alemana instalada en Zaragoza, ciudad en la que reside. En 2011 apareció El restaurante favorito de Nina Hagen (Anorak Ediciones), una antología de crónicas y piezas periodísticas en clave personal. La publicación, en 2012, de su primera novela, No habrá más enemigo (Tropo Editores), supuso un primer salto cualitativo en su carrera literaria. Bien recibida por la crítica, la obra fue uno de los diez títulos más recomendados por los libreros españoles de CEGAL (Confederación Española de Gremios y Asociaciones de Librerías) en mayo de 2012. En 2013, tras ser contratado por el grupo editorial Mondadori, se publicó La Hora violeta. En este libro cuenta la enfermedad y la muerte de su hijo Pablo, al que le fue diagnosticada una leucemia cuando tenía 10 meses y que falleció apenas un año después. La novela ganó el Premio Ojo Crítico y el Premio Tigre Juan. Lo que a nadie le importa, la siguiente novela de Del Molino, apareció publicada en 2014. A través de la figura de su abuelo, José Molina, y de la historia de su propia familia, el autor retrata a esa generación de españoles que vivieron marcados por la guerra civil, que nunca fueron héroes sino simples supervivientes en una España llena de silencios y de lugares oscuros.

## Trayectoria
En la primavera de 2016 publicó La España vacía, un ensayo sobre las raíces del desequilibrio campo-ciudad y sobre cómo afectan al país, que se ha convertido en una obra de referencia para entender la España actual.  La repercusión del libro llevó a las primeras páginas de los periódicos y a la agenda política el problema de la despoblación del mundo rural, y ha acuñado una expresión (la España vacía) que se ha convertido en habitual para referirse a esa enorme parte del interior del país que vive marcada por sus peculiaridades demográficas y territoriales. El ensayo recibió el apoyo casi unánime de la crítica y de los lectores, que han agotado ediciones año tras año desde su publicación. Recibió, además, el premio al Libro del Año de los libreros de Madrid, así como el Premio Cálamo (categoría mejor libro del año) y fue elegido también uno de los libros del año por los principales suplementos literarios de la prensa española (Babelia de El País, El Periódico, La Vanguardia o The New York Times en español).
Un año después, en 2017, Del Molino publicó La mirada de los peces (Random House), una novela que trata sobre la vida del profesor Antonio Aramayona, militante de la muerte digna que optó por quitarse la vida cuando su salud empezó a fallar y cuya trayectoria sirve a Del Molino para repasar su propia adolescencia, como chaval de un barrio obrero en los años 80 y 90. En 2018 llegó otro ensayo, Lugares fuera de sitio, que fue galardonado con el Premio Espasa. En la línea de La España vacía, Del Molino visita algunos enclaves peculiares de la geografía española, en otro intento por entender España y a los españoles. Ese mismo año apareció En el país del Bidasoa (Ipso ediciones), un opúsculo que homenajea la figura de Pío Baroja.
Del Molino publicó dos nuevas obras en 2020. La primera de ellas fue Calomarde, el hijo bastardo de las luces (Libros del KO), una pequeña biografía de uno de los políticos clave de la España de la primera mitad del siglo XIX. En mayo llegó a las librerías La piel  (Random House), una novela en la que el autor utiliza su propia enfermedad, la psoriasis, como excusa para acercarnos a la vida de un puñado de personajes —de Stalin a Nabokov o Pablo Escobar— que, como él, la padecen y para reflexionar acerca de la belleza, el aspecto físico y las consecuencias de ser «un monstruo». En 2021 publica Contra la España vacía (Alfaguara), un ensayo en el que recupera y profundiza algunas de las ideas sobre el país que ya aparecían en La España vacía, pero que, en palabras de su autor, rasca «todas las capas de sobreentendidos» que se le han añadido al concepto y reflexiona sobre la despoblación y sobre España misma desde un punto de vista mucho más político.
En 2021 aparece también Atlas sentimental de la España vacía, un libro ilustrado por Ana Bustelo, en el que Del Molino incluye 32 historias de ese territorio despoblado que se ha convertido en uno de los ejes de su narrativa.
Sergio del Molino publica en octubre de 2022 Un tal González (Alfaguara), un novela basada en hechos reales en la que narra, con la figura de Felipe González como eje vertebrador, cómo España pasa, en  menos de una generación, de la misa y el partido único a la democracia avanzada y a la completa integración en Europa. 
En enero de 2024, Del Molino consigue el premio Alfaguara por su novela Los alemanes, un libro que parte de un hecho real -la llegada a España en 1916 de un grupo de refugiados alemanes que huyen de Camerún durante la I Guerra Mundial- para explorar las relaciones familiares y las consecuencias que tienen en los hijos los pecados de los padres. «Una novela apasionante que pone a prueba la conciencia de los personajes y que sacude la del lector», según el acta del jurado. Ese mismo año, en febrero, el escritor es galardonado con el Premio de Periodismo de El Correo, por su condena del paternalismo y los sermones de la sociedad actual en su artículo«Contra la catequesis del mundo de hoy», publicado en Ethic.
Además, en 2025, publica uno de los primeros títulos de la colección Dos tardes con (Editorial Alianza), que pretende acercar a los lectores a grandes autores clásicos a través de la visión de escritores contemporáneos. En Dos tardes con Joseph Roth, Del Molino explica su pasión por el novelista austrohúngaro.
Como periodista, Del Molino fue reportero del diario Heraldo de Aragón y actualmente trabaja como columnista en El País y como colaborador en el programa radiofónico de Onda Cero Más de uno. Además, forma parte del equipo del programa La Cultureta, también en Onda Cero. 

## Antologías
- Madrid, Nebraska. EE.UU en el relato español del siglo XXI. Edición y prólogo de Sergi Bellver. Bartleby, 2014.[20]

## Galardones
En 2013, obtuvo el Premio Ojo Crítico de RNE de narrativa y la XXXV edición del Premio Tigre Juan por su novela La hora violeta, de la que el jurado del premio destacó que sitúa a los lectores ante los "claroscuros de la condición humana”.
En 2018, recibió el Premio Espasa de Ensayo por su obra Lugares fuera de sitio, en el que reflexiona sobre pequeños territorios frontera en los confines de España.
En enero de 2024, consigue el Premio Alfaguara de novela por su libro Los alemanes, una historia sobre los lazos familiares y el peso de la herencia.
En febrero de 2024 es galardonado con el premio de Periodismo El Correo por su artículo 'Contra la catequesis del mundo de hoy', publicado en la revista Ethic.